# Berufskrankheit nach Nr. 2103 der Anlage zur Berufskrankheiten-Verordnung
Berufskrankheiten nach Nr. 2103 der Anlage zur Berufskrankheiten-Verordnung (BK-2103) sind Erkrankungen, die durch Erschütterungen bei Arbeit mit Druckluftwerkzeugen oder gleichartig wirkenden Werkzeugen oder Maschinen entstehen.
Druckluftwerkzeuge verursachen Erschütterungen und Vibrationen. Diese können von den Handgriffen der Maschinen auf die Hand, den Arm und auch die Schulter übertragen werden.
Besonders Maschinen mit tiefen Frequenzen (zwischen 5 und 50 Hz) stellen eine besondere Gefährdung für bestimmte Gelenkabschnitte an Hand und Arm dar.
Nach einer längeren Einwirkungszeit (meist über zwei Jahre) kann es hier an bestimmten Gelenken zur Entwicklung einer Arthrose kommen. Besonders häufig ist das Ellenbogengelenk betroffen, am zweithäufigsten das körperferne Drehgelenk zwischen Elle und Speiche am Handgelenk. Seltener ist das Schultereckgelenk befallen.
Neben diesen drei Gelenkabschnitten gibt es noch drei Sonderformen:
- Im Rahmen der BK 2103 kann es auch zu einer Fraktur des Kahnbeins kommen. Heilt die Fraktur nicht aus, so entsteht eine Kahnbeinpseudarthrose.
- Ein weiterer Sonderfall, der gelegentlich im Handgelenk beobachtet wird, ist der Mondbeintod oder Mondbeinnekrose, der auch im Rahmen einer Berufskrankheit nach Nr. 2103 entstehen kann.
- Im Bereich des Ellenbogens können sich durch die Vibrationen Knochenstücke aus ihrem Gelenkverband lösen und als freier Gelenkkörper in das Gelenk hineingeraten. Beschwerden und plötzliche Einklemmungen im Gelenk sind die Folge.

Bei Verdacht auf eine Berufskrankheit nach Nr. 2103 soll der zuständige Unfallversicherungsträger (meist die Berufsgenossenschaft) informiert werden. Die Berufsgenossenschaft leitet dann eine Prüfung der Zusammenhangsfrage ein. In einem derartigen sog. Feststellungsverfahren wird geprüft, ob die arbeitstechnischen Voraussetzungen und die medizinischen Voraussetzungen vorliegen.
Werden die Gelenkschäden als Berufskrankheit nach Nr. 2103 anerkannt, so stellt sich die Frage, ob die Folgen der Berufskrankheit auch mit einer Minderung der Erwerbsfähigkeit (MdE) zu bewerten sind. Beträgt die Minderung der Erwerbsfähigkeit 20 Prozent oder mehr, so erhält der durch die Arbeit mit Druckluftwerkzeugen Geschädigte eine Rentenzahlung.
Auch lange nach Aufgabe der belastenden Tätigkeit (z. B. Arbeiten mit Presslufthämmern) können entsprechende Schäden auftreten und einmal aufgetretene Schäden (z. B. Gelenkarthrosen) können sich später noch verschlechtern.